# 磷酸二氢钙
磷酸二氢钙是一種無機磷化合物，其化学式為Ca(H2PO4)2。

## 性质
白色粉末，适度可溶于水。

## 用途
磷酸二氢钙是磷酸盐肥料（如过磷酸钙）中的重要成分。磷酸二氫鈣在食品工业中被广泛应用，作为酸性调节剂和膨松剂。它可以被添加到面包、饼干、蛋糕等烘焙食品中，以改善面团的质地和口感。
亦可作为动物饲料添加剂。